# Aeroportul Internațional José Tadeo Monagas
Aeroportul Internațional José Tadeo Monagas (IATA: MUN, ICAO: SVMT) este un aeroport din Maturín, Monagas, Venezuela ce deservește zona Maturín. A fost numit după José Tadeo Monagas.
Situat la o altitudine de 65 m, aeroportul dispune de o singură pistă.